# Heliosia crocopera
Heliosia crocopera là một loài bướm đêm thuộc phân họ Arctiinae, họ Erebidae.